# Bretagne Classic Ouest-France 2019
Bretagne Classic Ouest-France 2019 var den 83. udgave af cykelløbet Bretagne Classic Ouest-France. Det var det 34. arrangement på UCI's World Tour-kalender i 2019 og blev arrangeret 1. september 2019. Løbet blev vundet af belgiske Sep Vanmarcke fra EF Education First Pro Cycling.

## Hold og ryttere
| UCI WorldTeams (18)- AG2R La Mondiale - Astana - Lotto Soudal - EF Education First - Team Jumbo-Visma - CCC Team - Bahrain-Merida - Bora-hansgrohe - Dimension Data - UAE Team Emirates - Movistar Team - Deceuninck-Quick Step - Mitchelton-Scott - Katusha-Alpecin - Ineos - Groupama-FDJ - Team Sunweb - Trek-Segafredo UCI Professionelle kontinentalthold (7)- Total Direct Énergie - Vital Concept-B&B Hotels - Arkéa-Samsic - Cofidis, Solutions Crédits - Wanty-Groupe Gobert - Delko-Marseille Provence - Israel Cycling Academy |
| |

### Danske ryttere
- Michael Valgren kørte for Dimension Data
- Mikkel Frølich Honoré kørte for Deceuninck-Quick Step
- Mads Würtz Schmidt kørte for Team Katusha-Alpecin
- Jonas Gregaard kørte for Astana Pro Team
- Søren Kragh Andersen kørte for Team Sunweb
- Asbjørn Kragh Andersen kørte for Team Sunweb
- Matti Breschel kørte for EF Education First Pro Cycling

## Resultater
| \| Samlede stilling \| Samlede stilling \| Samlede stilling \| Samlede stilling \| Samlede stilling \| \| Rytter \| Rytter \| Hold \| Tid \| \| \| ---------------- \| --------------------- \| --------------------- \| ---------------- \| ---------------- \| \| 1. \| Sep Vanmarcke \| EF Education First \| 6t 12' 23" \| \| \| 2. \| Tiesj Benoot \| Lotto-Soudal \| + 3" \| \| \| 3. \| Jack Haig \| Mitchelton-Scott \| + 3" \| \| \| 4. \| Michael Valgren \| Dimension Data \| + 20" \| \| \| 5. \| Amund Grøndahl Jansen \| Team Jumbo-Visma \| + 20" \| \| \| 6. \| Greg Van Avermaet \| CCC Team \| + 20" \| \| \| 7. \| Benoît Cosnefroy \| AG2R La Mondiale \| + 20" \| \| \| 8. \| Tim Wellens \| Lotto-Soudal \| + 22" \| \| \| 9. \| Florian Sénéchal \| Deceuninck-Quick Step \| + 28" \| \| \| 10. \| Eduard Prades \| Movistar Team \| + 28" \| \| |                       |                       |            |
| |                       |                       |            |
| Kilde: ProCyclingStats |                       |                       |            |
| Samlede stilling |                       |                       |            |
| Rytter | Rytter                | Hold                  | Tid        |
| 1. | Sep Vanmarcke         | EF Education First    | 6t 12' 23" |
| 2. | Tiesj Benoot          | Lotto-Soudal          | + 3"       |
| 3. | Jack Haig             | Mitchelton-Scott      | + 3"       |
| 4. | Michael Valgren       | Dimension Data        | + 20"      |
| 5. | Amund Grøndahl Jansen | Team Jumbo-Visma      | + 20"      |
| 6. | Greg Van Avermaet     | CCC Team              | + 20"      |
| 7. | Benoît Cosnefroy      | AG2R La Mondiale      | + 20"      |
| 8. | Tim Wellens           | Lotto-Soudal          | + 22"      |
| 9. | Florian Sénéchal      | Deceuninck-Quick Step | + 28"      |
| 10. | Eduard Prades         | Movistar Team         | + 28"      |